# Калиновская городская община
Калиновская городская община (укр. Калинівська міська громада) — территориальная община в Украине, в Хмельникском районе Винницкой области. Административный центр — город Калиновка.
Площадь общины — 88,49 км², население — 20 175 жителей (2018).
Образована 25 августа 2015 путем объединения Калиновского городского совета и Дружелюбовского сельского совета Калиновского района.

## Населенные пункты
В состав общины входят 5 населенных пунктов — 1 город, 2 села и 2 поселка:
| Населённый пункт | Население (2015) |
| ---------------- | ---------------- |
| Калиновка        | 18492            |
| Дружелюбовка     | 785              |
| Равнинное        | 296              |
| Калиновка Вторая | 256              |
| Прилуцкое        | 156              |